# Pityopsis pinifolia
Pityopsis pinifolia là một loài thực vật có hoa trong họ Cúc. Loài này được (Elliott) Nutt. miêu tả khoa học đầu tiên năm 1840.